# Olší (Opařany)
Olší (německy Wolschi) je vesnice, část obce Opařany v okrese Tábor v Jihočeském kraji. Nachází se asi 4,5 kilometru severovýchodně od Opařan. Je zde evidováno 59 adres. Trvale zde žije 81 obyvatel.
Olší leží v katastrálním území Olší u Opařan o rozloze 5,01 km².

## Historie
První písemná zmínka o vesnici pochází z roku 1379, kdy byla příslušenstvím příběnického rožmberského majetku. Koncem 16. století si zde Dětřich Hozlauer vystavěl tvrz, která pak v pozdějších stoletích zanikla.

## Obyvatelstvo
| Rok            | 1869 | 1880 | 1890 | 1900 | 1910 | 1921 | 1930 | 1950 | 1961 | 1970 | 1980 | 1991 | 2001 | 2011 | 2021 |
| -------------- | ---- | ---- | ---- | ---- | ---- | ---- | ---- | ---- | ---- | ---- | ---- | ---- | ---- | ---- | ---- |
| Počet obyvatel | 305  | 299  | 307  | 271  | 242  | 257  | 210  | 169  | 162  | 142  | 125  | 93   | 100  | 81   | 81   |
| Počet domů     | 36   | 39   | 40   | 40   | 39   | 41   | 37   | 39   | 40   | 38   | 34   | 50   | 44   | 41   | 47   |

## Obecní správa
Při sčítání lidu v letech 1850–1960 Olší bylo samostatnou obcí v okrese Milevsko. V letech 1961–1980 bylo částí obce Skrýchov u Opařan v okrese Tábor. Od 1. července 1980 je částí obce Opařany v okrese Tábor.

## Galerie

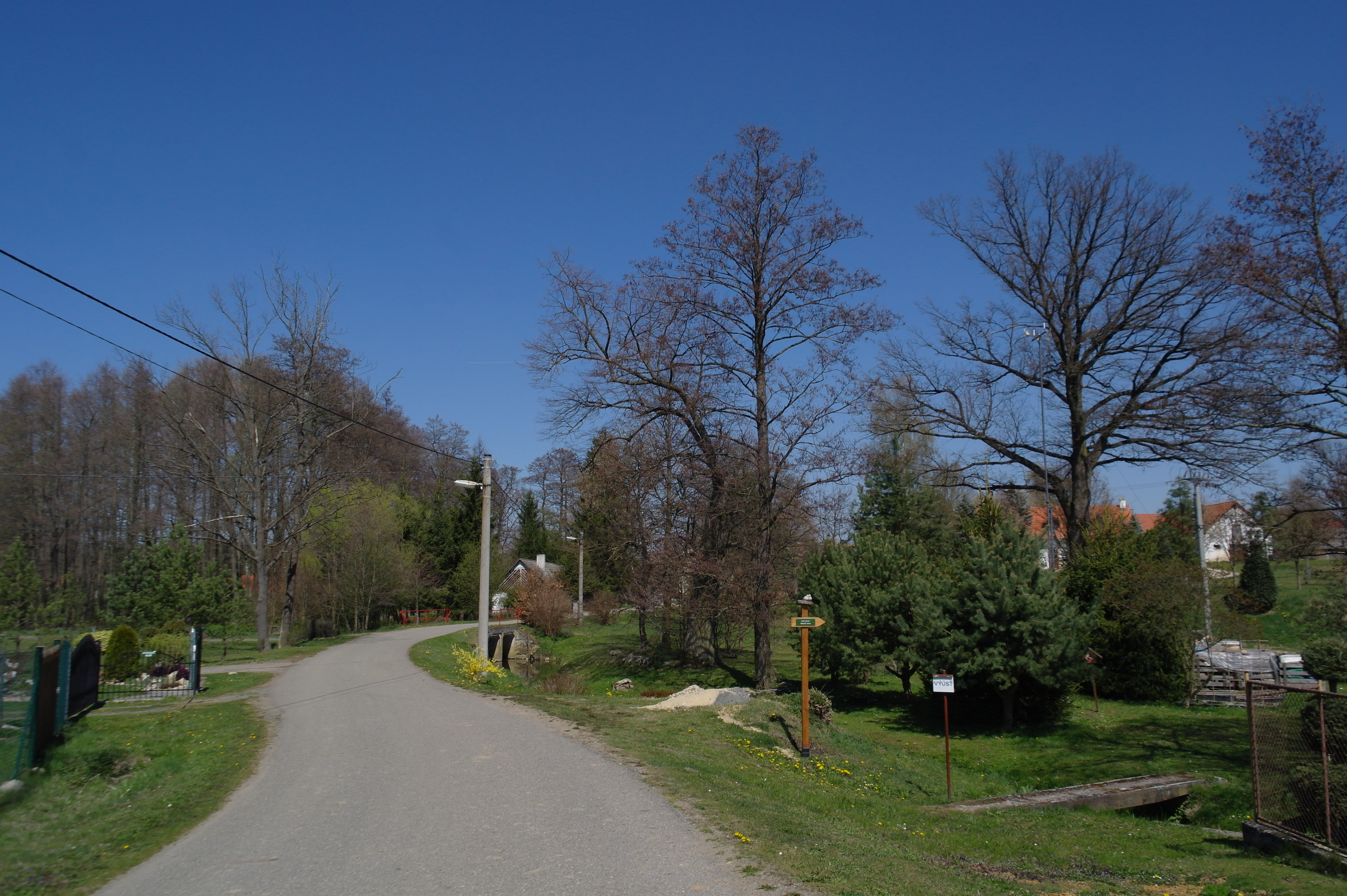
Cesta
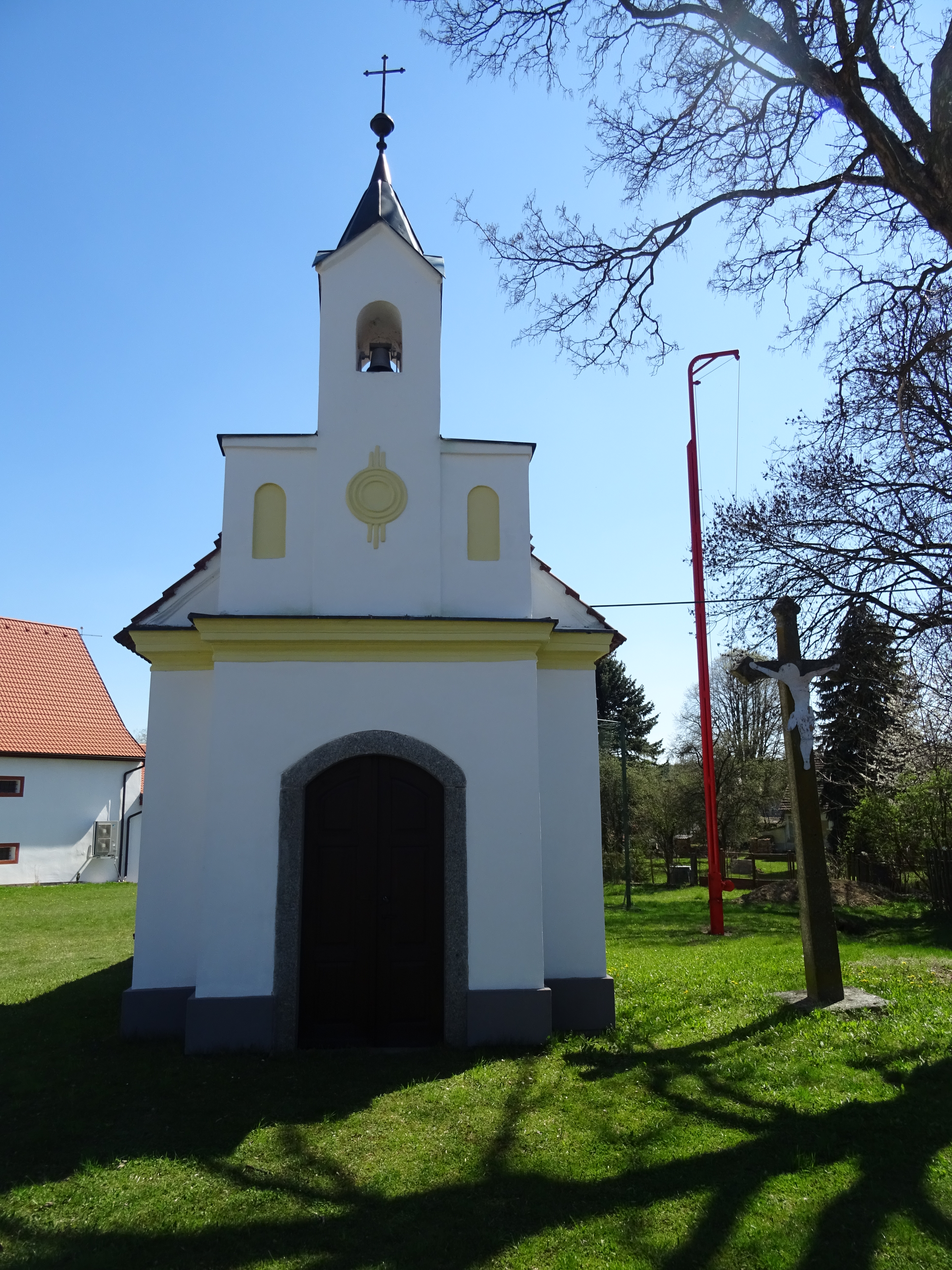
Kaplička
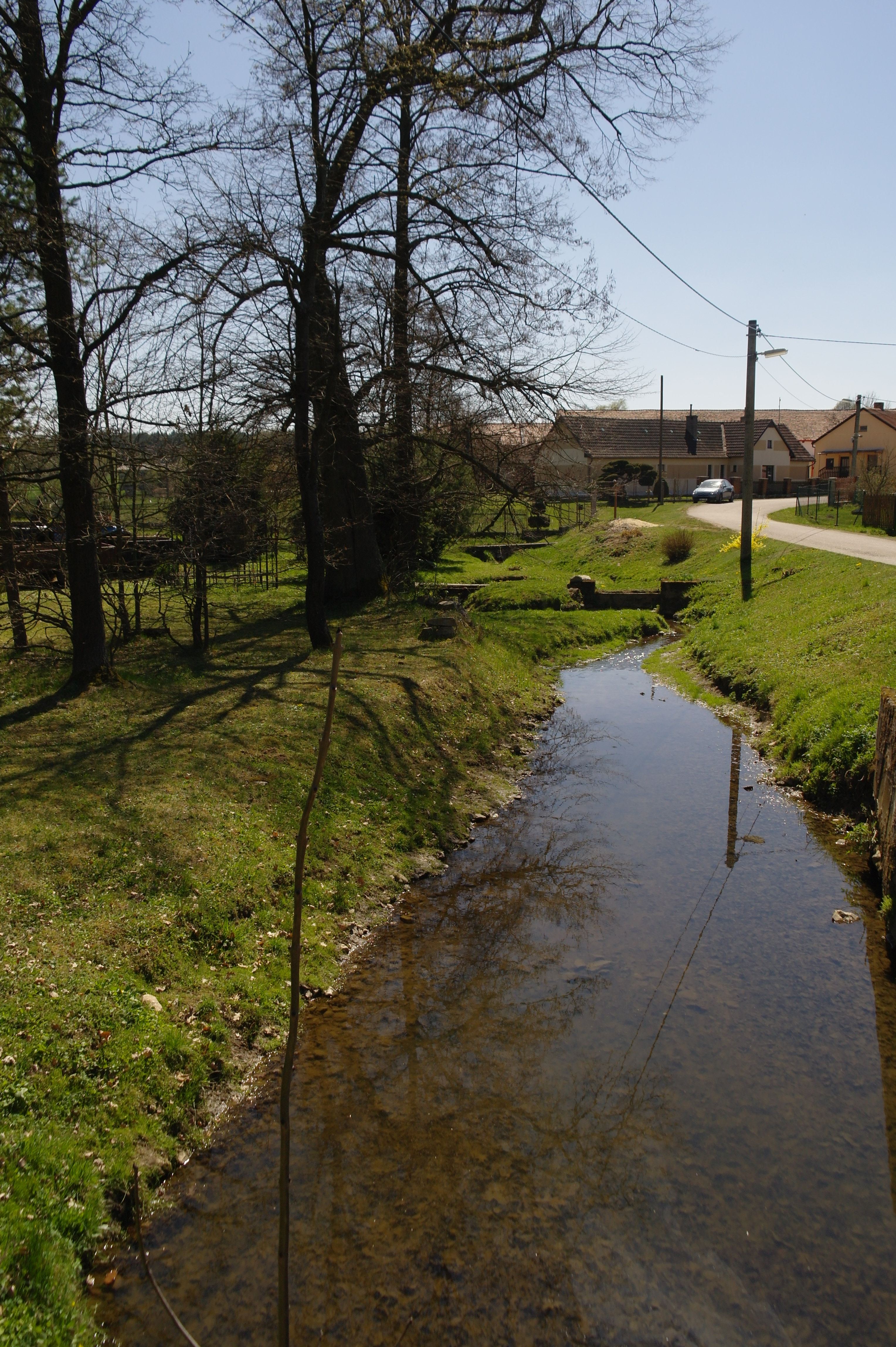
Potok
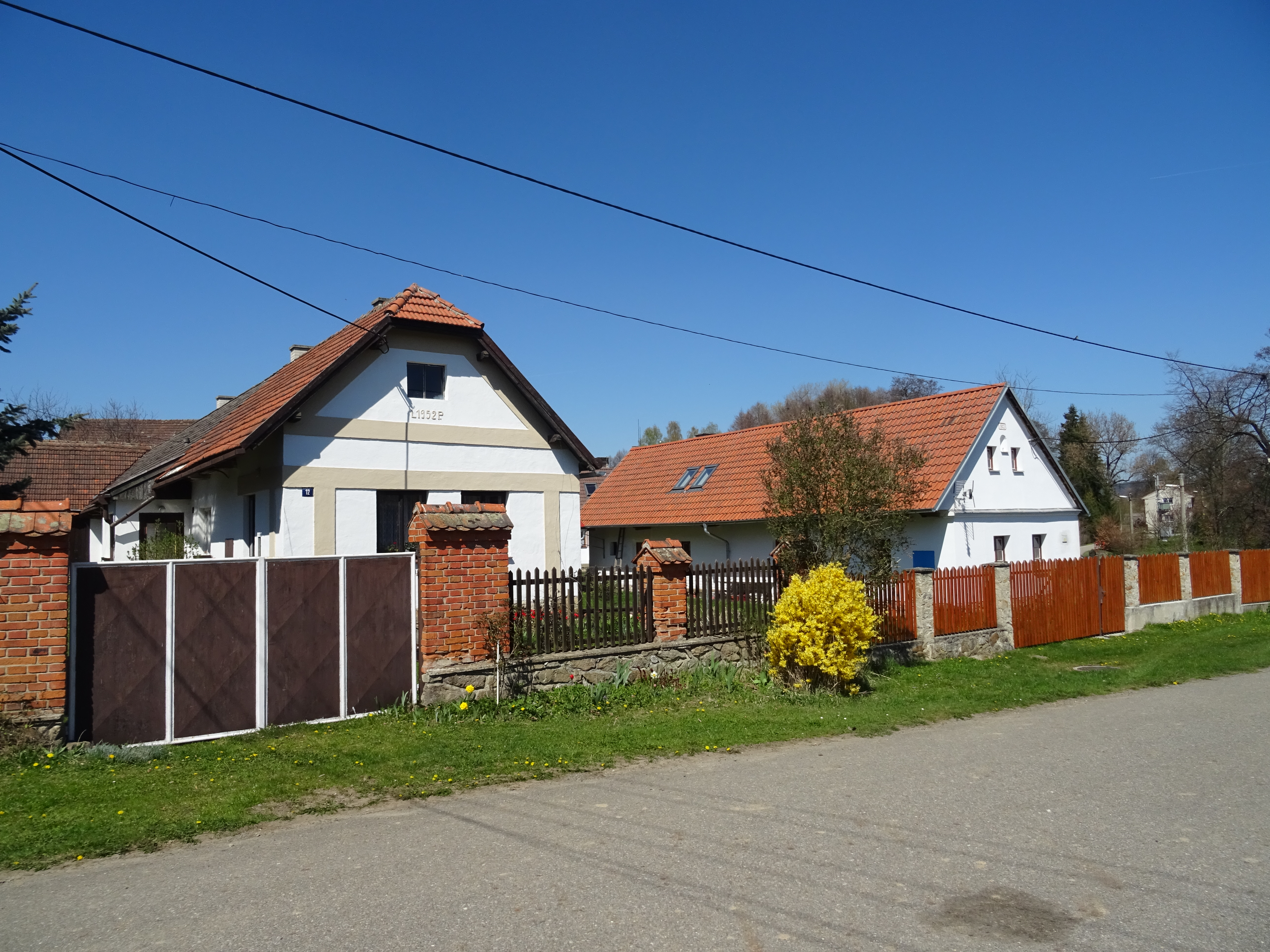
Stavení
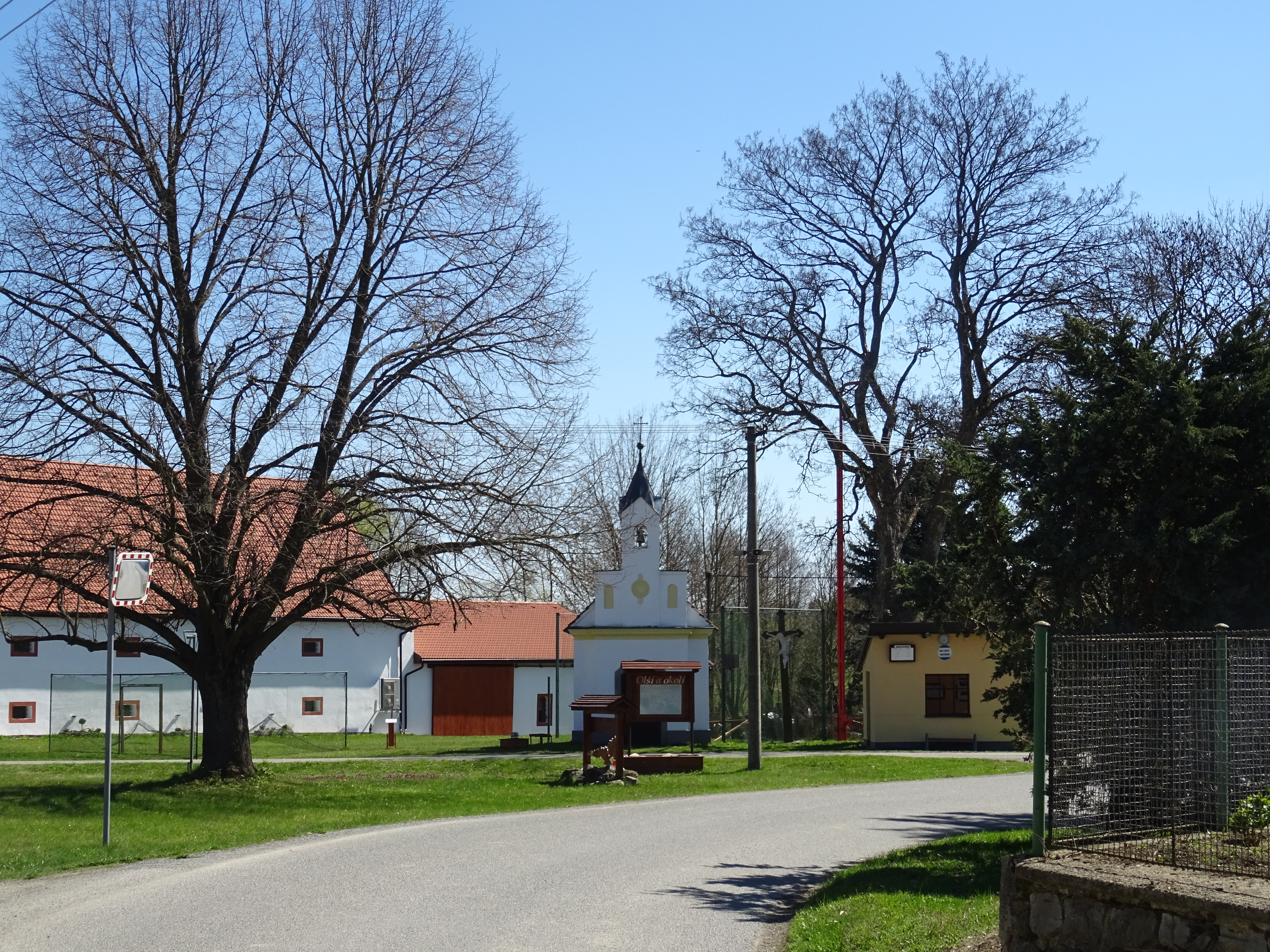
Část návsi
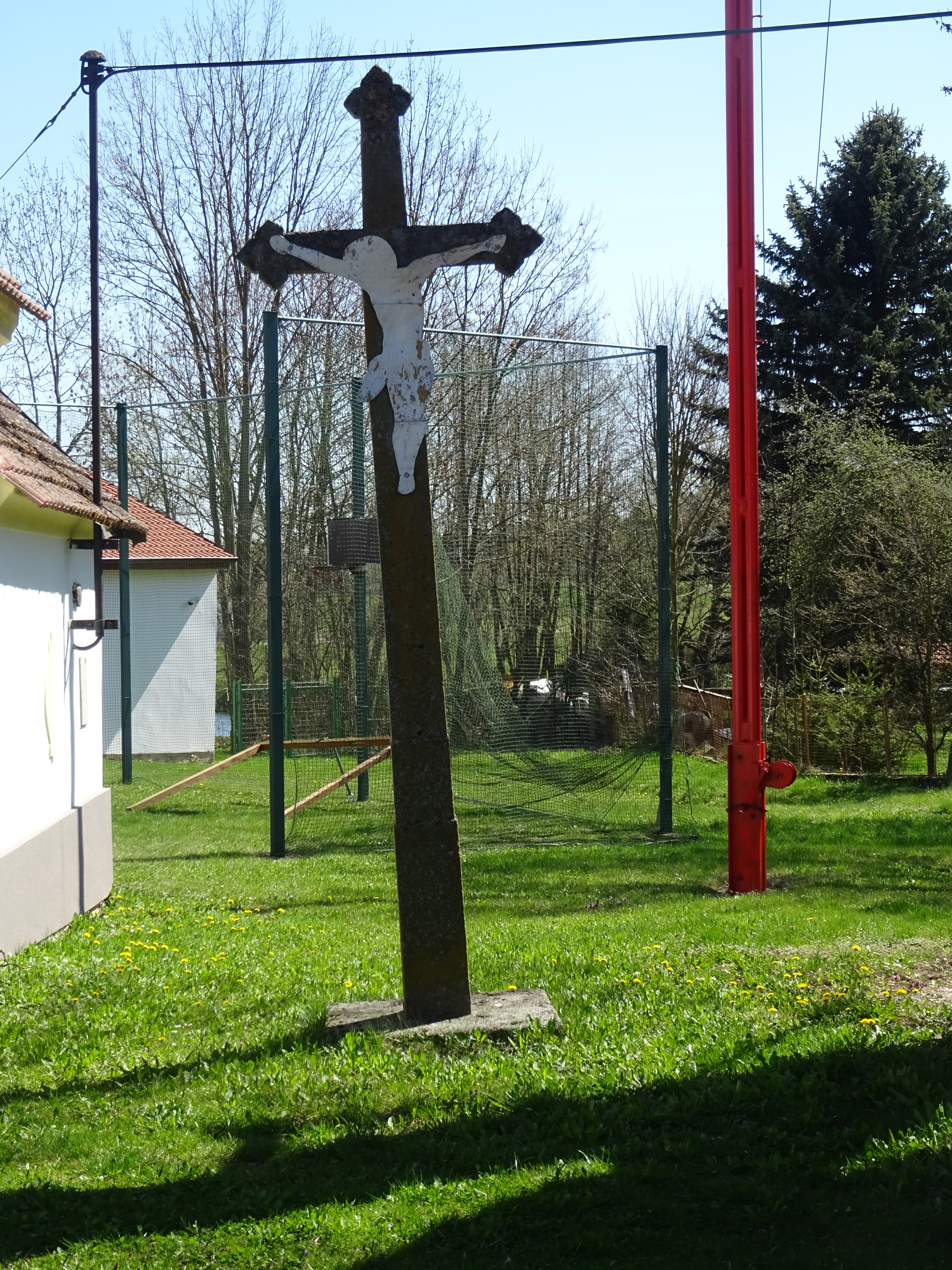
Kříž u potoka
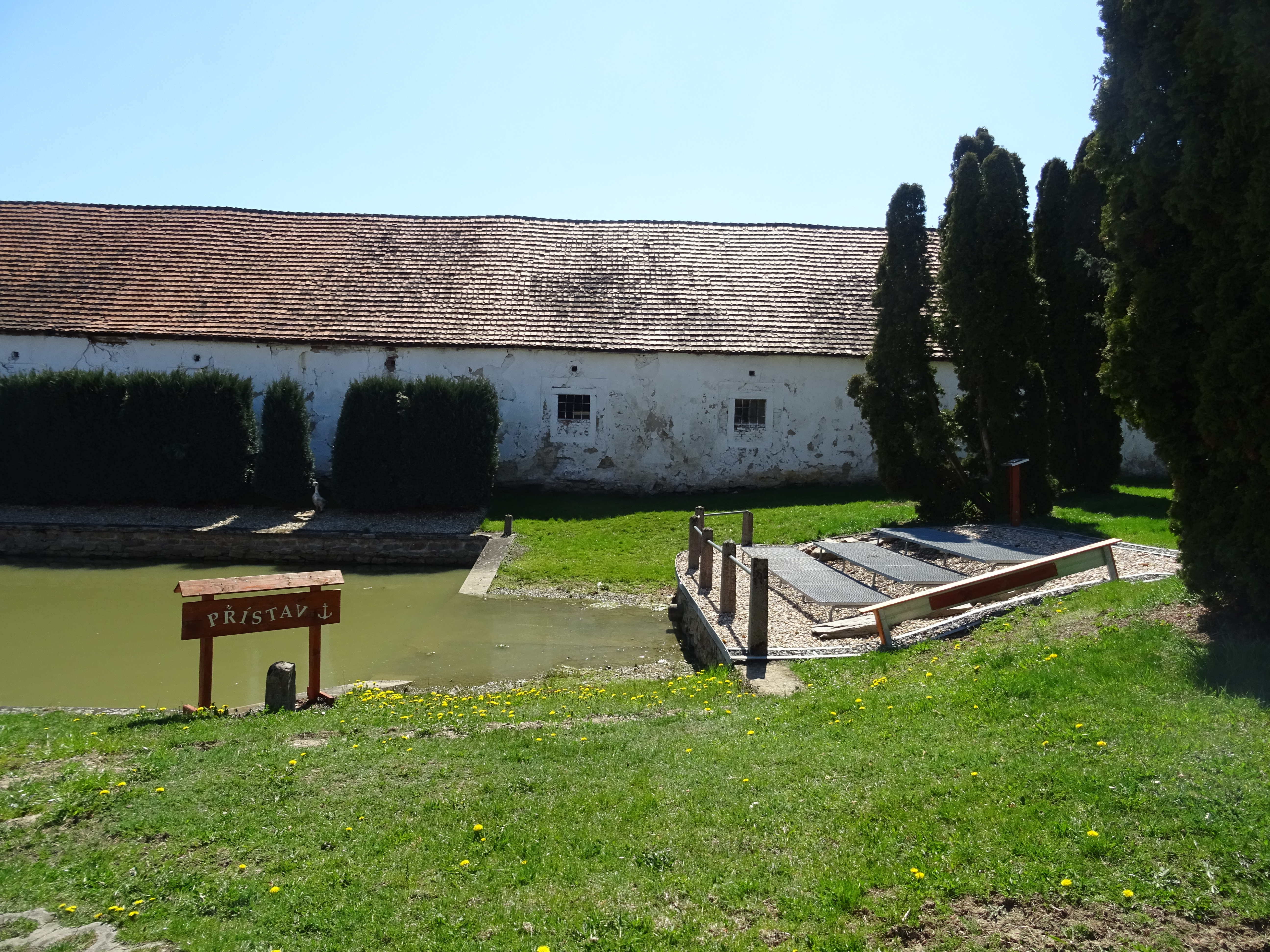
Hasičská nádrž
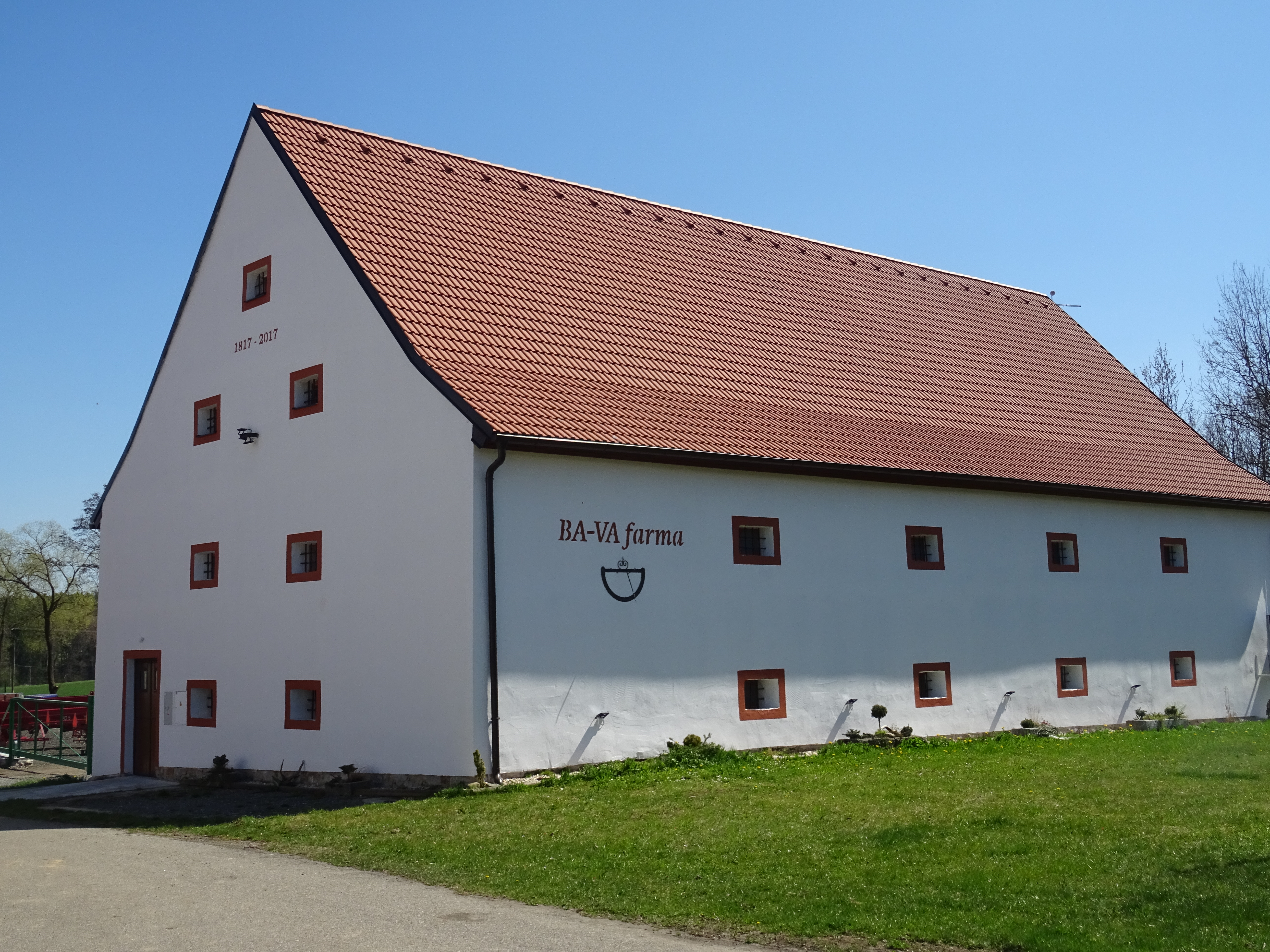
Bývalá sýpka